# Premio Nacional de Fotografía de Venezuela
El Premio Nacional de Fotografía de Venezuela es un galardón anual entregado a diversos artistas que elaboren o capturen imágenes artísticas, simbólicas o representativas usando como instrumento una cámara fotográfica. Es uno de los Premios Nacionales de Cultura.
Su galardón se entrega continuamente desde 1990. La concesión del premio se hizo anualmente desde su primera edición hasta 2001, cuando tomó una frecuencia bienal. Una excepción a esta regla fue la del 2003, cuando se esperó tres años para conferir el siguiente premio.